# Fracción algebraica
En álgebra, una fracción algebraica es un tipo de fracción cuyo numerador y cuyo denominador son expresiones algebraicas. Dos ejemplos de fracciones algebraicas son {\displaystyle {\frac {3x}{x^{2}+2x-3}}} y {\displaystyle {\frac {\sqrt {x+2}}{x^{2}-3}}}. Las fracciones algebraicas están sujetas a las mismas leyes que las fracciones.
Una fracción racional es una fracción algebraica cuyo numerador y cuyo denominador son polinomios. Por lo tanto, {\displaystyle {\frac {3x}{x^{2}+2x-3}}} es una fracción racional, pero no así {\displaystyle {\frac {\sqrt {x+2}}{x^{2}-3}},} porque el numerador contiene la función raíz cuadrada.

## Terminología
En la fracción algebraica es el dividendo a se llama numerador y el divisor b se llama denominador. El numerador y el denominador se denominan términos de la fracción algebraica.
Una fracción compuesta es aquella cuyo numerador o cuyo denominador, o ambos, contienen una fracción. Una fracción simple no contiene ninguna fracción ni en su numerador ni en su denominador. Una fracción está en términos mínimos si el único factor común al numerador y al denominador es 1.
Una expresión que no está en forma fraccionaria es una expresión integral. Una expresión integral siempre se puede escribir en forma fraccionaria dándole el denominador 1. Una expresión mixta es la suma algebraica de una o más expresiones integrales y uno o más términos fraccionarios. 
La fracción algebraica es una expresión en forma de fracción común, es decir, contiene dos expreciones, las cuales se determinan
debajo de la otra y separados por una línea. A la expresión superior se le llama numerador y a la expresión inferior denominador.

## Fracciones racionales
Si las expresiones a y b son polinomios, la fracción algebraica se denomina fracción algebraica racional o simplemente fracción racional. Las fracciones racionales también se conocen como expresiones racionales. Una fracción racional {\displaystyle {\tfrac {f(x)}{g(x)}}} se denomina propia si {\displaystyle \deg f(x)<\deg g(x)} e impropia en caso contrario. Por ejemplo, la fracción racional {\displaystyle {\tfrac {2x}{x^{2}-1}}} es propia y las fracciones racionales {\displaystyle {\tfrac {x^{3}+x^{2}+1}{x^{2}-5x+6}}} y {\displaystyle {\tfrac {x^{2}-x+1}{5x^{2}+3}}} son impropias. Cualquier fracción racional impropia se puede expresar como la suma de un polinomio (que puede ser constante) y una fracción racional propia. En el primer ejemplo de una fracción impropia se tiene que
{\displaystyle {\frac {x^{3}+x^{2}+1}{x^{2}-5x+6}}=(x+6)+{\frac {24x-35}{x^{2}-5x+6}},}
donde el segundo término es una fracción racional propiamente dicha. La suma de dos fracciones racionales propias también es una fracción racional propia. El proceso inverso de expresar una fracción racional propia como la suma de dos o más fracciones se llama resolverla en descomposición en fracciones simples. Por ejemplo,
{\displaystyle {\frac {2x}{x^{2}-1}}={\frac {1}{x-1}}+{\frac {1}{x+1}}.}
Aquí, los dos términos de la derecha se denominan fracciones parciales.

## Fracciones irracionales
Una fracción irracional es aquella que contiene la variable bajo un exponente fraccionario. Un ejemplo de una fracción irracional es
{\displaystyle {\frac {x^{1/2}-{\tfrac {1}{3}}a}{x^{1/3}-x^{1/2}}}.}
El proceso de transformar una fracción irracional en una fracción racional se conoce como racionalización. Cada fracción irracional en la que los radicales son monomios se puede racionalizar encontrando el mínimo común múltiplo de los índices de las raíces y sustituyendo la variable por otra variable con el mínimo común múltiplo como exponente. En el ejemplo dado, el mínimo común múltiplo es 6, por lo que se puede sustituir {\displaystyle x=z^{6}} para obtener
{\displaystyle {\frac {z^{3}-{\tfrac {1}{3}}a}{z^{2}-z^{3}}}.}